# SSR4
SSR4 (англ. Signal sequence receptor subunit 4) – білок, який кодується однойменним геном, розташованим у людей на X-хромосомі. Довжина поліпептидного ланцюга білка становить 173 амінокислот, а молекулярна маса — 18 999.
| 10         |  | 20         |  | 30         |  | 40         |  | 50         |
| ---------- |  | ---------- |  | ---------- |  | ---------- |  | ---------- |
| MAAMASLGAL |  | ALLLLSSLSR |  | CSAEACLEPQ |  | ITPSYYTTSD |  | AVISTETVFI |
| VEISLTCKNR |  | VQNMALYADV |  | GGKQFPVTRG |  | QDVGRYQVSW |  | SLDHKSAHAG |
| TYEVRFFDEE |  | SYSLLRKAQR |  | NNEDISIIPP |  | LFTVSVDHRG |  | TWNGPWVSTE |
| VLAAAIGLVI |  | YYLAFSAKSH |  | IQA        |  |            |  |            |

A: Аланін

C: Цистеїн

D: Аспарагінова кислота

E: Глутамінова кислота

F: Фенілаланін

G: Гліцин

H: Гістидин

I: Ізолейцин

K: Лізин

L: Лейцин

M: Метіонін

N: Аспарагін

P: Пролін

Q: Глутамін

R: Аргінін

S: Серин

T: Треонін

V: Валін

W: Триптофан

Локалізований у мембрані, ендоплазматичному ретикулумі.